# Neurhermes costatostriatus
Neurhermes costatostriatus  (лат.) — вид большекрылых насекомых из семейства Corydalidae. Распространены в штате Ассам (восток Индии).